# Diplodus argenteus argenteus
Diplodus argenteus argenteus és un peix teleosti de la família dels espàrids i de l'ordre dels perciformes. Pot arribar als 37,8 cm de llargària total. Es troba a les costes de l'Atlàntic occidental: des del sud de Florida i les Bahames fins a les Antilles. També des del Brasil fins a l'Argentina.